# Jacques Branet
 (mars 2010).
Jacques Branet, né le 1er janvier 1915 dans le 17e arrondissement de Paris et mort le 4 février 1969 à l'hôpital militaire du Val-de-Grâce dans le 5e arrondissement de Paris, est un général français, héros de la France libre, Compagnon de la Libération. Il est choisi comme parrain de la promotion 2017-2018 du 4e bataillon de l'École spéciale militaire de Saint-Cyr.

## Biographie
Fils de conseiller d'État, administrateur de sociétés, Jacques Branet est né le 1er janvier 1915.
Étudiant, il est appelé sous les drapeaux en 1936 comme élève officier de réserve (EOR) à Saumur (École de l'Arme blindée cavalerie). Aspirant en 1938, il demande à être maintenu en activité.

### Seconde Guerre mondiale: campagne de 1940
En mai 1940, lieutenant au 8e régiment de dragons, il est capturé non sans avoir livré de durs combats à la tête de son peloton, il est cité une première fois.

### Prisonnier de guerre
Retenu en Allemagne depuis le 23 mai 1940, il s'évade de l'Oflag II D (Hohenstein) le 27 mars 1941 en compagnie d'Alain de Boissieu et d'Aloyse Klein vers la Lituanie alors occupée par l'URSS. Interné en URSS car considéré comme espion, il bénéficie par contrecoup de l'offensive allemande de juin 1941 : en effet, la liste des prisonniers français détenus aux sud de Moscou est transmise aux nouveaux alliés britanniques et français, qui la transmettent aux Forces françaises libres (FFL). Avec 185 autres camarades, il est évacué vers l'Angleterre.

### Forces françaises libres
En septembre 1941, il s'engage dans les FFL. Il crée le 1er décembre 1941 l'Escadron mixte des FFL avec des anciens des troupes motorisées et les volontaires pour servir dans les chars.
Il est promu capitaine en mars 1942.
Avec son escadron mixte, il débarque en mai 1943 à Suez pour rejoindre la colonne Leclerc qui est en Tunisie après être remontée du Tchad. En Tripolitaine, à Sabratha, la première compagnie de chars, la deuxième compagnie de chars et l'escadron mixte se rassemblent pour recréer le 501e régiment de chars de combat. Branet conserve le commandement de l'escadron mixte qui devient alors troisième compagnie de char (dont les traditions demeurent au sein du 3e escadron du 501e RCC, stationné aujourd'hui à Mourmelon, Marne).
Le 501e RCC s'entraîne au Maroc avec l'ensemble de la division Leclerc (deuxième division blindée). Il embarque à Oran pour l'Angleterre en mai 1944. Débarqué en France le 2 août 1944, Branet participe à la tête du 3/501 à la campagne de Normandie et s'illustre particulièrement dans la forêt d'Écouves: sur la route d'Écouché, il s'oppose au 115e Panzer et fait 300 prisonniers.

### Libération de Paris
Le 24 août 1944, il reconquiert les villes de Wissous et de Fresnes et s'engage dans Paris. Il est blessé par plusieurs éclats de grenade le lendemain, rue de Rivoli, alors qu'il emmène ses hommes jusqu'au QG des forces allemandes du Gross Paris à l'hôtel Meurice. Il participe à l'arrestation du général von Choltitz et de son état-major.
Branet, poursuit la campagne de France et combat dans les Vosges où il est à nouveau blessé par des éclats d'obus le 31 octobre 1944 (à Hablainville en Meurthe et Moselle). En novembre 1944, il prend part aux opérations d'Alsace et à la libération de Strasbourg.
Le 1er décembre 1944, il est relevé à la tête de la troisième compagnie de chars du 501e RCC par le capitaine Alain de Boissieu, et rejoint l'état-major du 501e RCC avec lequel il termine la guerre en Allemagne.

### Après la guerre
Promu chef d'escadrons en mai 1945, il est affecté à Tunis, où il dirige le service d'information puis le cabinet militaire du Résident général de France.
De 1947 à 1951, il remplit plusieurs missions au Fezzan (Libye), en Tunisie, au Tchad et au Maroc pour le compte de l'état-major du général inspecteur des Forces terrestres aériennes et maritimes en AFN.
Il commande de décembre 1951 à 1953 le 7e Régiment de Cuirassiers avant de rejoindre l'École supérieure de guerre à Paris.

### La guerre d’Algérie
Lieutenant-colonel en février 1956, il entre au cabinet de Maurice Bourgès-Maunoury, puis participe à celui de Robert Lacoste, ministre résident en Algérie.
À partir d'août 1957, il commande en Algérie le 5e régiment de spahis à la tête duquel il est cité deux fois.
En juillet 1958, il est détaché à l'état-major particulier de la présidence du conseil à Matignon, puis sert encore le général de Gaulle à l'état-major particulier du président de la République entre 1959 et 1960.
Colonel en octobre 1959, il retourne en Algérie et prend le commandement du 6e régiment de Spahis de juin 1960 à septembre 1961. Il est à nouveau cité.
Auditeur du CHEM et de l'IHEDN en 1962, il est nommé en 1963 adjoint au général gouverneur militaire de Paris et commandant la première région.
Mais à la suite de graves problèmes de santé, il est forcé de quitter le service actif et il est admis en deuxième section avec le grade de général de brigade en février 1966.
Jacques Branet meurt à l'hôpital du Val de Grâce à Paris le 4 février 1969. Il est inhumé à Sainte-Hélène-du-Lac (Savoie).

## Décorations

### Décorations françaises
- Commandeur de la Légion d'honneur
- Compagnon de la Libération par décret du 13 juillet 1945[3]
- Croix de guerre 1939–1945 (6 citations)
- Croix de la Valeur militaire (3 citations)
- Médaille de la Résistance française par décret du 31 mars 1947[4]
- Médaille des évadés
- Croix du combattant volontaire de la guerre de 1939–1945
- Croix du combattant volontaire de la Résistance
- Médaille commémorative des services volontaires dans la France libre
- Médaille commémorative française de la guerre 1939–1945
- Médaille commémorative des opérations de sécurité et de maintien de l'ordre

### Décorations étrangères
- Presidential Unit Citation (États-Unis)
- Commandeur de l'Ordre de l'Étoile noire (Bénin)
- Commandeur de l'ordre du Nichan Iftikhar (Tunisie)
- Commandeur de l'ordre du Ouissam alaouite (Maroc)